# Torrent de la Baga Cerdana
El torrent de la Baga Cerdana, a Moià conegut com a Riera de l'Om, és un torrent que discorre pel terme municipal de Monistrol de Calders, al Moianès.

## Origen
Es forma per transformació de la riera de l'Om al sud-est de la Puntogaina, o del Pla de Puntogaina, i al nord-oest del Serrat de Baiones, al límit dels termes municipals de Moià i de Monistrol de Calders.

## Curs

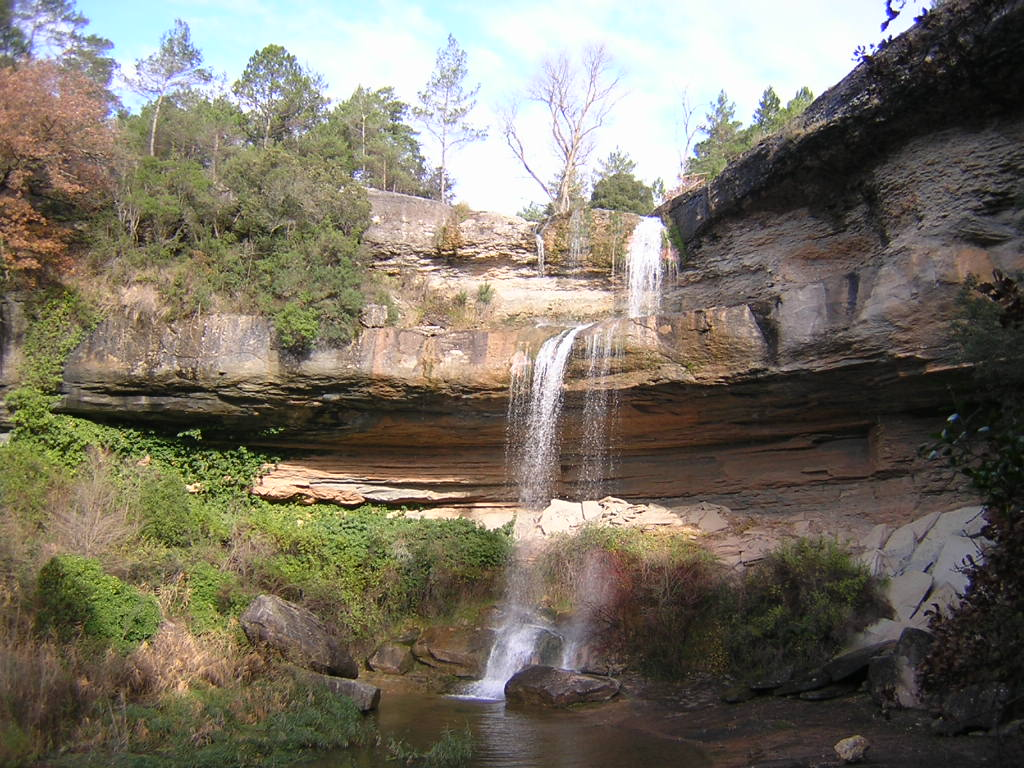
El torrent de la Baga Cerdana al salt del mateix nom

Des d'aquest lloc, el torrent de la Baga Cerdana emprèn per la vall de la Baga Cerdana, a migdia del Pla de la Puntogaimna, en direcció a ponent però decantant-se lleugerament cap al sud. Fa un meandre a l'entorn del Llosar, després del qual segueix un tros cap al nord-oest per, tot seguit, quan troba el Serrat de la Tirolena a ponent, trencar més de 90° cap al sud. Al cap d'un breu tram, arriba a l'espectacular Salt de la Baga Cerdana, també anomenat Salt de la Coma, des d'on, sempre cap al sud, continua cap a la Coma.
Passa a llevant d'el Pedregar, deixant a l'esquerra la Font Fresca, i, després de fer un darrer revolt, s'aboca en la Golarda al sud de la masia de la Coma.